# Polypodiodes falcipinnula
Polypodiodes falcipinnula là một loài thực vật có mạch trong họ Polypodiaceae. Loài này được S.K. Wu & J. Murata mô tả khoa học đầu tiên năm 2001.